# TJ Lokomotiva Veselí nad Lužnicí
TJ Lokomotiva Veselí nad Lužnicí (celým názvem: Tělovýchovná jednota Lokomotiva Veselí nad Lužnicí) je český klub ledního hokeje, který sídlí ve městě Veselí nad Lužnicí v Jihočeském kraji. Založen byl v roce 1948 pod názvem Sokol Lužničan Veselí nad Lužnicí. Svůj současný název nese od roku 1953. Od sezóny 2009/10 působí v Jihočeské krajské lize, čtvrté české nejvyšší soutěži ledního hokeje. Klubové barvy jsou modrá a žlutá.
Své domácí zápasy odehrává na zimním stadionu Veselí nad Lužnicí.

## Historické názvy
Zdroj: 
- 1948 – Sokol Lužničan Veselí nad Lužnicí
- 1952 – TJ Tatran – Prefa Veselí nad Lužnicí (Tělovýchovná jednota Tatran – Prefa Veselí nad Lužnicí)
- 1953 – TJ Lokomotiva Veselí nad Lužnicí (Tělovýchovná jednota Lokomotiva Veselí nad Lužnicí)

## Přehled ligové účasti
Stručný přehled
Zdroj: 
- 1998–2009: Jihočeský krajský přebor (4. ligová úroveň v České republice)
- 2009– : Jihočeská krajská liga (4. ligová úroveň v České republice)

Jednotlivé ročníky
Zdroj: 
Legenda: ZČ - základní část, červené podbarvení - sestup, zelené podbarvení - postup, fialové podbarvení - reorganizace, změna skupiny či soutěže
| Česko (1998 – ) |                          |           |          |                                       |                     |
| Sezóny          | Soutěž                   | Úroveň    | ZČ       | Play-off, nadstavba, sk. o udržení... | Poznámky            |
| 1998/99         | Jihočeský krajský přebor | 4. úroveň | 1. místo |                                       | Baráž               |
| ...             |                          |           |          |                                       |                     |
| 2000/01         | Jihočeský krajský přebor | 4. úroveň | 3. místo |                                       |                     |
| 2001/02         | Jihočeský krajský přebor | 4. úroveň | ?. místo |                                       |                     |
| 2002/03         | Jihočeský krajský přebor | 4. úroveň | ?. místo |                                       |                     |
| 2003/04         | Jihočeský krajský přebor | 4. úroveň | 3. místo | Zápas o 3. místo (výhra)              |                     |
| 2004/05         | Jihočeský krajský přebor | 4. úroveň | 3. místo | Zápas o 3. místo (prohra)             |                     |
| 2005/06         | Jihočeský krajský přebor | 4. úroveň | 1. místo | Čtvrtfinále                           |                     |
| 2006/07         | Jihočeský krajský přebor | 4. úroveň | 3. místo | Vítěz                                 | Kvalifikace         |
| 2007/08         | Jihočeský krajský přebor | 4. úroveň | 1. místo | Semifinále                            |                     |
| 2008/09         | Jihočeský krajský přebor | 4. úroveň | 3. místo | Semifinále                            | Změna názvu soutěže |
| 2009/10         | Jihočeská krajská liga   | 4. úroveň | 3. místo | Semifinále                            |                     |
| 2010/11         | Jihočeská krajská liga   | 4. úroveň | 2. místo | Finále                                |                     |
| 2011/12         | Jihočeská krajská liga   | 4. úroveň | 6. místo | Semifinále                            |                     |
| 2012/13         | Jihočeská krajská liga   | 4. úroveň | 3. místo | Vítěz                                 | Kvalifikace         |
| 2013/14         | Jihočeská krajská liga   | 4. úroveň | 3. místo | Semifinále                            |                     |
| 2014/15         | Jihočeská krajská liga   | 4. úroveň | 3. místo | Semifinále                            |                     |
| 2015/16         | Jihočeská krajská liga   | 4. úroveň | 2. místo | Semifinále                            |                     |
| 2016/17         | Jihočeská krajská liga   | 4. úroveň | 2. místo | Čtvrtfinále                           |                     |
| 2017/18         | Jihočeská krajská liga   | 4. úroveň | 4. místo | Semifinále                            |                     |
| 2018/19         | Jihočeská krajská liga   | 4. úroveň | 2. místo | Finále                                |                     |
| 2019/20         | Jihočeská krajská liga   | 4. úroveň | 6. místo | Semifinále                            |                     |
| 2020/21         | Jihočeská krajská liga   | 4. úroveň | –. místo |                                       | Zrušeno             |
| 2021/22         | Jihočeská krajská liga   | 4. úroveň | 4. místo | Čtvrtfinále                           |                     |
| 2022/23         | Jihočeská krajská liga   | 4. úroveň | 4. místo | Čtvrtfinále                           |                     |
| 2023/24         | Jihočeská krajská liga   | 4. úroveň | 4. místo | Semifinále                            |                     |